# Río Blanco, Hidalgo
Río Blanco är en ort i Mexiko.   Den ligger i kommunen Huehuetla och delstaten Hidalgo, i den sydöstra delen av landet, 150 km nordost om huvudstaden Mexico City. Río Blanco ligger 665 meter över havet och antalet invånare är 233.
Terrängen runt Río Blanco är bergig västerut, men österut är den kuperad. Río Blanco ligger nere i en dal. Runt Río Blanco är det ganska tätbefolkat, med 192 invånare per kvadratkilometer. Närmaste större samhälle är Huehuetla, 5,6 km norr om Río Blanco. Omgivningarna runt Río Blanco är en mosaik av jordbruksmark och naturlig växtlighet.